# Институт за български език „Професор Любомир Андрейчин“
Институтът за български език „Проф. Любомир Андрейчин“ е научен институт в Българската академия на науките. От 2004 година носи името на проф. Любомир Андрейчин.
Занимава се с изследване на състоянието, историята и диалектите на българския език, отговаря за неговото описание и определя националната езикова политика.
В института се разработват речници, граматики, помагала, атласи на българските диалекти и други. Той е един от най-старите институти на Българската академия на науките. Основан е на 15 май 1942 година, когато официално се създава Службата за български речник към Президиума на БАН.
Състои се от 11 секции и информационен център с библиотека:
- Секция за съвременен български език
- Секция за българска лексикология и лексикография
- Секция по терминология и терминография
- Секция по компютърна лингвистика
- Секция за история на българския език
- Секция за българска диалектология и лингвистична география
- Секция за българска етимология
- Секция „Приложна ономастика“
- Секция за съпоставително изследване на българския език с други езици
- Секция за етнолингвистика
- Секция за общо и приложно езикознание

ИБЕ издава 2 научни списания, в които се публикуват изследвания в областта на лингвистиката – „Български език“ и „Балканско езикознание“. Информационният център към института изготвя библиография на публикуваните в българската периодика научни трудове в областта на лингвистиката.
Институтът е разположен в блок 17 в академичното градче в кв. „Гео Милев“, София. В същата сграда се помещават и Институтът за литература и Институтът по история.

## Директори
- Акад. Стоян Романски (1942 – 1951)
- Акад. Владимир Георгиев (1951 – 1957)
- Чл.-кор. проф. Любомир Андрейчин (1957 – 1975)
- Проф. д.ф.н. Светломир Иванчев (1975 – 1977)
- Акад. Валентин Станков (1977 – 1979)
- Чл.-кор. проф. Дора Иванова-Мирчева (1979 – 1989)
- Чл.-кор. проф. Тодор Бояджиев (1989 – 1992)
- Доц. д-р Стоян Жерев (1992 – 1994)
- Доц. д-р Юлия Балтова (1995 – 2002)
- Проф. д.б.н. Васил Райнов (2003 – 2011)
- Проф. д-р Светла Коева (2012 – 2020)
- Проф. д-р Лучия Антонова-Василева (от 2020 г.)